# Luca
A Luca latin eredetű női név, a Lúcia régi magyar alakváltozata.

## Rokon nevek
Lúcia, Lucilla

## Gyakorisága
Az 1990-es években gyakori név, a 2000-es években a 11-26. leggyakoribb női név.

## Becenevek
Lucácska, Lucus, Luci, Lucka, Lulu 

## Névnapok
- december 13.[2]

## Híres Lucák
- Szent Luca
- Szekerczés Luca kézilabdázó
- Dudits Luca fogathajtó
- Szűcs Luca kardvívó